# 秋葉神社
秋葉神社（あきはじんじゃ、あきばじんじゃ）は、日本全国に点在する神社である。神社本庁傘下だけで約400社ある。また、歴史地理学者・米家泰作による2017年（平成29年）の調査では1,129社を数える。
神社以外にも秋葉山として祠や寺院の中で祀られている場合もあるが、ほとんどの祭神は神仏習合の火防（ひよけ）・火伏せの神として広く信仰された秋葉大権現（あきはだいごんげん、現在の遠州秋葉山秋葉山本宮秋葉神社と越後栃尾秋葉山の秋葉三尺坊大権現別当常安寺の二大霊山を起源とする）である。一般に秋葉大権現信仰は徳川綱吉の治世以降に全国に広まったとされているが、実際には各地の古くからの神仏信仰や火災・火除けに関する伝説と同化してしまうことが多く、その起源が定かであるものは少ない。
祠の場合は火伏せの神でもあるため、燃えにくい石造りの祠などが見かけられる。小さな祠であることが多く、一つの町内に何箇所も設置されている場合もある。

## 各地の秋葉神社一覧
- この一覧では、日本国内の「秋葉神社」及び「秋葉社」「秋葉山神社」「秋葉権現」「秋葉大権現」を含めた秋葉信仰に関連する神社・寺院・祠を一覧する。
- 同地区内に「秋葉神社」が複数存在する場合は、その旨を記述し他と区別する。
- 読みが特定できる神社は読みを表記している。翻って言えば、読みを表記していない神社は読みが特定できていない。
- 都道府県の記載順は「ISO 3166-2:JP」に準拠する。

### 総本社
- 秋葉山本宮秋葉神社（あきはさん ほんぐう あきはじんじゃ）- 静岡県浜松市天竜区春野町領家にある神社で、秋葉大権現の起源。日本二社（総本廟）秋葉大権現の「今の根元」といわれる。伝･和銅2年（709年）創建。
- 秋葉三尺坊大権現（あきば さんじゃく ぼだいごんげん） [2] - 新潟県長岡市谷内二丁目（旧栃尾市谷内）にある神社で、日本二社（総本廟）秋葉大権現の起源。「古来の根元」といわれる。
- 日本第一総本廟 別当 常安寺

### 北海道・東北地方

#### 北海道
- 秋葉神社 - 北海道旭川市東鷹栖6線にある神社[gm 1][4]。秋葉神社がある最北地である旭川市の中でも最も北にある秋葉神社。
- 秋葉神社 - 北海道北斗市谷好1丁目にある神社。
- 秋葉神社 - 北海道瀬棚郡今金町字鈴岡にある神社。
- 帯広秋葉神社 - 北海道帯広市八千代町西2線にある神社。
- 秋葉神社 - 北海道中川郡本別町勇足にある神社。
- 秋葉神社 - 北海道上川郡清水町北3条西2丁目にある神社。
- 秋葉神社 - 北海道空知郡上富良野町東6線北21号にある神社。
- 秋葉神社 - 北海道芦別市旭町にある神社。

#### 青森県
- 秋葉山神社 - 青森県三戸郡三戸町大字二日町にある神社。
- 秋葉神社 - 青森県八戸市南郷大字島守にある神社。
- 秋葉神社 - 青森県八戸市大字是川差波にある神社。
- 秋葉神社 - 青森県八戸市湊高台1丁目にある神社。
- 秋葉神社 - 青森県八戸市南郷大字島守にある神社。
- 秋葉神社 - 青森県八戸市大字湊町縄張にある神社。
- 秋葉山神社 - 青森県八戸市大字白銀町大沢片平にある神社。
- 秋葉神社 - 青森県八戸市大字八幡八幡丁にある神社。
- 秋葉神社 - 青森県八戸市日計にある神社。

#### 岩手県
- 秋葉神社 - 岩手県二戸市金田一野月にある神社。
- 秋葉神社 - 岩手県二戸市福岡杉中にある神社。
- 秋葉神社 - 岩手県九戸郡九戸村大字戸田第5地割にある神社。
- 秋葉神社 - 岩手県岩手郡葛巻町葛巻第13地割にある神社。
- 秋葉神社 - 岩手県盛岡市上飯岡9知割にある神社。
- 秋葉神社 - 岩手県花巻市吹張町にある神社。
- 秋葉神社 - 岩手県北上市二子町渋谷にある神社。
- 秋葉神社 - 岩手県奥州市江刺南大通りにある神社。
- 秋葉神社 - 岩手県奥州市水沢姉体町沖にある神社。
- 秋葉神社 - 岩手県奥州市江刺伊手荒谷にある神社。
- 秋葉山神社 - 岩手県奥州市前沢山下にある神社。
- 秋葉神社 - 岩手県一関市千厩町千厩宮敷にある神社。
- 秋葉神社 - 岩手県陸前高田市米崎町和方にある神社。

#### 宮城県
- 秋葉神社 - 宮城県気仙沼市松川にある神社。
- 秋葉神社 - 宮城県栗原市一迫真坂南町にある神社。
- 秋葉神社 - 宮城県石巻市にある神社。
- 秋葉神社 - 宮城県仙台市泉区3にある神社。
- 火防秋葉神社 - 宮城県仙台市若林区河原町1丁目にある神社。
- 秋葉神社 - 宮城県岩沼市稲荷町吹田にある神社。

#### 秋田県
- 秋葉神社 - 秋田県由利本荘市北福田岩洞川原にある神社。
- 秋葉大権現神社 - 秋田県由利本荘市葛法宮北にある神社。
- 秋葉神社 - 秋田県秋田市大町3丁目にある神社。
- 秋葉神社 - 秋田県にかほ市平沢新町にある神社。
- 秋葉神社 - 秋田県湯沢市皆瀬痩長根にある神社。
- 秋葉山神社 - 秋田県横手市大町にある神社。

#### 山形県
- 秋葉神社 - 山形県酒田市にある神社。
- 秋葉神社 - 山形県東田川郡三川町にある神社。
- 秋葉神社 - 山形県鶴岡市にある神社。
- 秋葉神社 - 山形県最上郡舟形町長者原にある神社。
- 秋葉神社 - 山形県南陽市赤湯にある神社。

#### 福島県
- 貝田秋葉神社 - 福島県伊達郡国見町大字貝田にある神社。
- 秋葉神社 - 福島県伊達郡川俣町字寺前にある神社。
- 秋葉神社 - 福島県伊達市梁川町町裏にある神社。
- 秋葉神社 - 福島県伊達市梁川町向川原土手下にある神社。
- 秋葉神社 - 福島県福島市栄町にある神社。
- 秋葉神社 - 福島県二本松市油井台山にある神社。
- 秋葉神社 - 福島県田村市船引町春山永畑にある神社。
- 秋葉神社 - 福島県田村市船引町船引舘にある神社。
- 秋葉神社 - 福島県河沼郡会津坂下町大字牛川にある神社。
- 秋葉神社 - 福島県双葉郡浪江町大字川添にある神社。
- 秋葉神社 - 福島県双葉郡楢葉町大字上繁岡にある神社。
- 秋葉神社 - 福島県いわき市久之浜町久之浜東町にある神社。稲荷神社が併設する。
- 秋葉神社 - 福島県いわき市四倉町梅ケ丘にある神社。
- 防火神秋葉神社 - 福島県いわき市平揚土にある神社。
- 秋葉神社 - 福島県いわき市勿来町関田南町にある神社。
- 秋葉神社 - 福島県東白川郡棚倉町大字棚倉にある神社。

### 関東地方

#### 茨城県
- 秋葉神社 - 茨城県稲敷市浮島にある神社。
- 秋葉神社 - 茨城県笠間市小原にある神社。
- 秋葉神社 - 茨城県笠間市小原にある神社。
- 秋葉神社 - 茨城県水戸市赤塚1丁目にある神社。
- 秋葉神社 - 茨城県水戸市城東5丁目にある神社。
- 秋葉神社 - 茨城県那珂市鴻巣にある神社。
- 秋葉神社 - 茨城県常陸太田市東三町にある神社。
- 秋葉神社 - 茨城県日立市にある神社。

#### 栃木県
- 秋葉神社 - 栃木県足利市五十部町にある神社。
- 秋葉神社 - 栃木県佐野市多田町にある神社。
- 秋葉神社 - 栃木県鹿沼市上南摩町にある神社。
- 秋葉神社 - 栃木県鹿沼市西鹿沼町にある神社。
- 秋葉神社 - 栃木県宇都宮市徳次郎町にある神社。
- 秋葉神社 - 栃木県大田原市須賀川にある神社。

#### 群馬県
- 秋葉神社 - 群馬県高崎市榛名山町にある榛名神社境内摂社。
- 秋葉神社 - 群馬県邑楽郡邑楽町大字篠塚にある神社。
- 秋葉神社 - 群馬県太田市茂木町にある神社。
- 秋葉神社 - 群馬県太田市新島町にある神社。
- 秋葉神社 - 群馬県太田市粕川町にある神社。
- 秋葉神社 - 群馬県太田市大原町2179にある神社。
- 秋葉神社 - 群馬県太田市大原町1058にある神社。
- 秋葉神社 - 群馬県太田市薮塚町にある神社。
- 秋葉神社 - 群馬県伊勢崎市国定町1丁目にある神社。
- 秋葉神社 - 群馬県みどり市笠懸町阿左美にある神社。
- 秋葉神社 - 群馬県渋川市渋川元町町にある神社。
- 秋葉神社 - 群馬県高崎市榛名山町にある神社。
- 秋葉神社 - 群馬県利根郡みなかみ町布施にある神社。
- 秋葉神社 - 群馬県利根郡みなかみ町高日向にある神社。

#### 埼玉県
- 秋葉神社（あきはじんじゃ) [5] - 埼玉県さいたま市西区中釘にある神社。関東総社とされている。伝・天平年間（729 - 749年間）創建。
- 秋葉神社 - 埼玉県さいたま市岩槻区仲町1丁目にある神社。
- 秋葉神社 - 埼玉県さいたま市北区奈良町にある神社。
- 秋葉神社 - 埼玉県川越市連雀町にある神社。
- 秋葉神社 - 埼玉県所沢市三ヶ島にある神社。
- 秋葉神社 - 埼玉県飯能市大字上畑にある神社。
- 秋葉神社 - 埼玉県飯能市稲荷町にある神社。三座稲荷が併設する。
- 秋葉神社 - 埼玉県蓮田市藤ノ木4丁目にある神社。
- 秋葉神社 - 埼玉県春日部市中央1丁目にある神社。
- 秋葉神社 - 埼玉県北葛飾郡杉戸町にある神社。
- 秋葉神社 - 埼玉県熊谷市津田にある神社。
- 秋葉神社 - 埼玉県東松山市大字大谷にある神社。
- 秋葉神社 - 埼玉県比企郡鳩山町大字石坂にある神社。

#### 千葉県
- 秋葉神社（あきばじんじゃ) - 千葉県船橋市高根町にある神社[6]。
- 秋葉神社 - 千葉県富津市桜井にある神社。
- 秋葉神社 - 千葉県君津市平山にある神社。
- 秋葉神社 - 千葉県君津市山本にある神社。
- 秋葉神社 - 千葉県木更津市真理谷にある神社。
- 秋葉神社 - 千葉県長生郡長南町蔵持にある神社。
- 秋葉神社 - 千葉県市原市鶴舞にある神社。
- 秋葉神社 - 千葉県旭市鏑木にある神社。
- 秋葉神社 - 千葉県香取郡東庄町小南にある神社。
- 秋葉神社 - 千葉県成田市伊能にある神社。
- 秋葉神社 - 千葉県千葉市花見川区検見川町3丁目にある神社。三峯神社、古峰神社が併設する。
- 秋葉神社 - 千葉県千葉市花見川区幕張町4丁目にある神社。昆陽神社が併設する。
- 秋葉神社（あきばじんじゃ) - 千葉県松戸市にある神社。松戸神社に併設する。

#### 東京都
- 秋葉神社 - 東京都墨田区向島4丁目にある神社。
- 秋葉神社（あきばじんじゃ) - 東京都台東区松が谷にある神社。明治3年（1870年）創建。「秋葉原」の地名の由来とされている。
- 佐竹秋葉神社  -  東京都台東区台東にある神社。
- 秋葉神社 - 東京都文京区向丘2丁目にある神社。
- 秋葉神社 - 東京都新宿区矢来町にある神社。
- 秋葉神社 - 東京都新宿区新宿1丁目にある神社。
- 秋葉神社 - 東京都港区北青山3丁目にある神社。
- 秋葉神社 - 東京都稲城市大丸にある大麻止乃豆乃天神社の境内社。
- 秋葉神社 - 東京都町田市木曽西3丁目にある神社。
- 秋葉神社 - 東京都町田市下小山田町にある神社。
- 秋葉神社 - 東京都小平市御幸町にある神社。
- 秋葉神社 - 東京都八王子市中山にある神社。山王神社に併設する。
- 秋葉神社 - 東京都八王子市下恩方町にある神社。
- 秋葉神社 - 東京都青梅市梅郷2丁目にある神社。

#### 神奈川県
- 秋葉神社 - 神奈川県川崎市麻生区黒川にある神社。
- 秋葉大権現 - 神奈川県川崎市麻生区上麻生6丁目にある。浄慶寺に併設する。
- 秋葉神社 - 神奈川県川崎市宮前区馬絹5丁目にある神社。
- 秋葉神社 - 神奈川県横浜市鶴見区鶴見中央1丁目にある鶴見神社の末社。
- 秋葉神社 - 神奈川県横浜市戸塚区戸塚町にある神社。
- 秋葉神社 - 神奈川県横須賀市津久井4丁目にある神社。
- 秋葉神社 - 神奈川県大和市深見にある神社。
- 秋葉神社 - 神奈川県大和市下鶴間にある神社。古峯神社に併設する。
- 峯柄秋葉神社 - 神奈川県厚木市上荻野にある神社。
- 秋葉社 - 神奈川県厚木市小野にある神社。
- 秋葉神社 - 神奈川県厚木市森の里若宮にある神社。
- 秋葉神社 - 神奈川県秦野市栄町にある神社。
- 秋葉神社 - 神奈川県秦野市渋沢にある神社。
- 秋葉神社 - 神奈川県秦野市千村にある神社。近くに頭高山がある。
- 秋葉神社 - 神奈川県足柄上郡山北町岸にある神社。
- 秋葉山神社 - 神奈川県小田原市板橋にある神社。
- 秋葉神社 - 神奈川県小田原市小竹にある神社。
- 秋葉神社 - 神奈川県中郡大磯町大磯にある神社。
- 秋葉神社 - 神奈川県中郡二宮町二宮にある神社。

### 中部地方

#### 新潟県
- 秋葉神社（あきはじんじゃ) [7] - 新潟県新潟市秋葉区の秋葉山にある神社。区名、山名の由来となっている。宝暦13年（1763年）創建[7]。
- 秋葉神社（あきばじんじゃ) - 新潟県長岡市にある興国寺境内社。宝永2年（1705年）創建。
- 秋葉神社 - 新潟県新潟市西区東山にある神社。
- 古町秋葉神社 - 新潟県新潟市中央区古町通11番町にある神社。
- 秋葉神社 - 新潟県小千谷市にある神社。
- 秋葉神社 - 新潟県燕市秋葉町1丁目にある神社。
- 秋葉神社 - 新潟県糸魚川市大字青海にある神社。
- 秋葉神社 - 新潟県糸魚川市にある神社。
- 秋葉神社 - 新潟県糸魚川市大字熊生にある神社。能生白山神社の境内にある。
- 秋葉神社 - 新潟県妙高市にある神社。
- 秋葉神社 - 新潟県上越市仲町2丁目にある神社。
- 秋葉神社 - 新潟県上越市中門前1丁目にある神社。
- 秋葉神社 - 新潟県上越市西本町4丁目にある神社。

#### 富山県
- 秋葉神社 - 富山県氷見市長坂にある神社。
- 蟹寺秋葉神社 - 富山県富山市蟹寺にある神社。
- 秋葉神社 - 富山県富山市八尾町諏訪町にある神社。
- 秋葉社 - 富山県南砺市荒木にある神社。

#### 石川県
- 秋葉神社 - 石川県輪島市門前町鬼屋にある神社。
- 秋葉神社 - 石川県鳳珠郡能登町字上町にある神社。
- 秋葉神社 - 石川県羽咋郡宝達志水町出浜へにある神社。
- 北出秋葉神社 - 石川県羽咋郡宝達志水町麦生にある神社。
- 秋葉神社 - 石川県羽咋郡宝達志水町小川にある神社。
- 秋葉神社 - 石川県金沢市金石西2丁目にある神社。

#### 福井県
- 秋葉神社 - 福井県あわら市重義にある神社。
- 秋葉神社 - 福井県大野市伏石にある神社。
- 秋葉神社 - 福井県大野市春日2丁目にある神社。
- 秋葉神社 - 福井県福井市志比口2丁目にある神社。
- 秋葉神社 - 福井県福井市月見1丁目にある神社。
- 秋葉神社 - 福井県丹生郡越前町佐々生にある神社。
- 秋葉神社 - 福井県越前市小谷町にある神社。
- 秋葉神社 - 福井県敦賀市11にある神社。
- 秋葉神社 - 福井県敦賀市沢にある神社。
- 秋葉神社 - 福井県三方郡美浜町久々子にある神社。

#### 山梨県
- 秋葉神社 - 山梨県北杜市須玉町江草にある神社。
- 秋葉神社 - 山梨県甲州市塩山上於曽にある神社。
- 秋葉神社 - 山梨県甲府市塚原町にある神社。
- 秋葉神社 - 山梨県中央市高部にある神社。
- 秋葉神社 - 山梨県南巨摩郡身延町下田原にある神社。
- 秋葉神社 - 山梨県南都留郡富士河口湖町勝山にある神社。
- 秋葉社 - 山梨県上野原市棡原にある神社。
- 秋葉神社 - 山梨県大月市賑岡町畑倉にある神社。

#### 長野県
- 秋葉神社（あきばじんじゃ) - 長野県長野市鶴賀権堂町にある神社。
- 秋葉神社 - 長野県長野市大字南長野西後町にある神社。
- 秋葉神社 - 長野県長野市篠ノ井塩崎角間にある神社。
- 秋葉神社 - 長野県松本市大字蟻ヶ崎にある神社。
- 秋葉神社 - 長野県松本市深志2丁目にある神社。
- 秋葉神社 - 長野県松本市大字神林にある神社。
- 秋葉神社 - 長野県塩尻市にある神社。
- 秋葉神社 - 長野県塩尻市大字塩尻町にある神社。
- 秋葉神社 - 長野県岡谷市今井にある神社。
- 秋葉神社 - 長野県諏訪市清水1丁目にある神社。
- 秋葉神社 - 長野県諏訪郡原村柏木にある神社。
- 秋葉神社 - 長野県諏訪郡富士見町富士見にある神社。
- 秋葉神社 - 長野県上伊那郡辰野町下辰野にある神社。
- 秋葉神社 - 長野県東御市和にある神社。
- 秋葉神社 - 長野県北佐久郡軽井沢町大字長倉にある神社。
- 秋葉神社 - 長野県北佐久郡御代田町塩野にある神社。
- 秋葉神社 - 長野県大町市宮本にある神社。
- 秋葉神社 - 長野県上田市菅原高原にある神社。
- 秋葉神社 - 長野県上田市上田にある神社。
- 秋葉神社 - 長野県上田市真田町長にある神社。尾引城、横尾城跡がある。
- 秋葉神社 - 長野県上高井郡小布施町大字小布施にある。八坂神社が併設する。
- 秋葉神社 - 長野県中野市大字壁田にある神社。
- 秋葉神社 - 長野県下高井郡野沢温泉村大字豊郷にある神社。
- 秋葉神社 - 長野県上水内郡信濃町大字野尻にある神社。
- 秋葉神社 - 長野県北安曇郡白馬村大字神城にある神社。
- 秋葉神社 - 長野県下伊那郡天龍村長島にある神社。

#### 岐阜県
- 秋葉神社（あきばじんじゃ) - 岐阜県岐阜市加納本町6丁目にある神社[8]。
- 秋葉神社（あきばじんじゃ) - 岐阜県岐阜市加納柳町にある神社。※同じ加納地区内に秋葉神社が3社あるため、当社は加納柳町秋葉神社ともいう。
- 新町秋葉神社 - 岐阜県岐阜市加納新町にある神社。
- 秋葉神社 - 岐阜県岐阜市上加納山にある神社。
- 秋葉神社 - 岐阜県岐阜市末広町にある神社。
- 秋葉神社 - 岐阜県岐阜市木田1丁目にある神社。
- 秋葉神社 - 岐阜県岐阜市芥見海戸山にある神社。
- 秋葉神社 - 岐阜県岐阜市忠節町1丁目にある神社。
- 秋葉神社 - 岐阜県岐阜市若宮町にある神社。
- 秋葉神社 - 岐阜県岐阜市宮北町1丁目にある神社。
- 秋葉神社 - 岐阜県岐阜市竜田町9丁目にある神社。
- 秋葉神社 - 岐阜県岐阜市則武中2丁目にある神社。
- 秋葉神社 - 岐阜県岐阜市山県北野にある神社。
- 秋葉神社 - 岐阜県岐阜市古市場にある神社。
- 秋葉神社 - 岐阜県岐阜市中にある神社。
- 秋葉神社 - 岐阜県大垣市伝馬町にある神社。
- 秋葉神社 - 岐阜県本巣市小柿にある神社。
- 秋葉神社 - 岐阜県本巣市文殊にある神社。
- 秋葉神社 - 岐阜県下呂市馬瀬西村にある神社。
- 秋葉神社 - 岐阜県下呂市金山町金山にある神社。
- 秋葉神社 - 岐阜県下呂市金山町祖師野にある神社。
- 秋葉神社 - 岐阜県高山市片野5丁目にある神社。
- 秋葉神社 - 岐阜県高山市森下町2丁目にある神社。
- 秋葉神社 - 岐阜県高山市片原町にある神社。
- 秋葉神社 - 岐阜県高山市末広町37にある神社。
- 秋葉神社 - 岐阜県高山市総和町1丁目にある神社。
- 秋葉神社 - 岐阜県高山市上宝町本郷にある神社。
- 秋葉神社 - 岐阜県高山市下三之町1にある神社。
- 秋葉神社 - 岐阜県高山市下三之町1にある神社。※岐阜県高山市下三之町には秋葉神社が2つ存在する。
- 櫻山秋葉神社 - 岐阜県高山市左京町にある神社。
- 秋葉神社 - 岐阜県飛騨市古川町弐之町にある神社。
- 秋葉神社 - 岐阜県飛騨市古川町栄1丁目にある神社。
- 秋葉神社 - 岐阜県飛騨市袈裟丸にある神社。
- 秋葉神社 - 岐阜県飛騨市神岡町殿にある神社。
- 萩町秋葉神社 - 岐阜県大野郡白川村大字萩町にある神社。
- 位山秋葉神社 - 岐阜県郡上市白鳥町六ﾉ里にある神社。
- 秋葉神社 - 岐阜県郡上市八幡町初納にある神社。
- 秋葉神社 - 岐阜県関市武芸川町町跡部にある神社。
- 秋葉神社 - 岐阜県土岐市泉町にある神社。
- 秋葉神社 - 岐阜県中津川市苗木にある神社。
- 秋葉神社 - 岐阜県中津川市駒場にある神社。
- 秋葉神社 - 岐阜県中津川市駒場にある神社。※中津川市駒場には秋葉神社が2つ存在し、こちらには青木稲荷神社が併設する。
- 秋葉神社 - 岐阜県中津川市中津川にある神社。
- 秋葉神社 - 岐阜県中津川市阿木にある神社。
- 秋葉神社 - 岐阜県中津川市坂下にある神社。
- 秋葉神社 - 岐阜県可児市二野にある神社。
- 秋葉神社 - 岐阜県加茂郡川辺町石神にある神社。
- 秋葉神社 - 岐阜県加茂郡川辺町中川辺にある神社。
- 秋葉神社 - 岐阜県美濃加茂市伊深町にある神社。
- 秋葉神社 - 岐阜県瑞穂市穂積にある神社。
- 秋葉神社 - 岐阜県各務原市上中屋町2丁目にある神社。
- 秋葉神社 - 岐阜県各務原市蘇原北山町4丁目にある神社。
- 今尾秋葉神社 - 岐阜県海津市平田町今尾にある神社。
- 秋葉神社 - 岐阜県羽島郡笠松町田代にある神社。
- 秋葉神社 - 岐阜県羽島市正木町大浦にある神社。
- 秋葉神社 - 岐阜県羽島市竹鼻町狐穴にある神社。
- 秋葉神社 - 岐阜県養老郡養老町大巻にある神社。
- 秋葉神社 - 岐阜県不破郡垂井町大石にある神社。
- 秋葉神社 - 岐阜県不破郡関ケ原町大字関ケ原にある神社。
- 秋葉神社 - 岐阜県揖斐郡池田町片山にある神社。
- 秋葉神社 - 岐阜県揖斐郡池田町片山にある神社。※池田町片山には秋葉神社が3つ存在し、こちらは池田山奥に存在する。
- 秋葉神社 - 岐阜県揖斐郡池田町片山にある神社。※池田町片山には秋葉神社が3つ存在し、こちらは池田温泉本館に存在する。
- 秋葉神社 - 岐阜県揖斐郡揖斐川町三輪にある神社。
- 秋葉神社 - 岐阜県揖斐郡揖斐川町房島にある神社。
- 秋葉神社 - 岐阜県揖斐郡揖斐川町小津にある神社。

※岐阜県は愛知県に次いで分布の多い地域。

#### 静岡県
- 秋葉神社（あきはじんじゃ) - 静岡県浜松市中央区入野町にある神社。
- 秋葉神社（あきはじんじゃ) [10] - 静岡県浜松市中央区三組町にある神社。対外的には自ら「浜松秋葉神社」とも名乗っている[10]。永禄13年（1570年）創建[10]。
- 秋葉神社 - 静岡県磐田市新開にある神社。
- 秋葉神社 - 静岡県掛川市亀の甲1丁目にある神社。
- 秋葉神社 - 静岡県掛川市大池にある神社。
- 秋葉神社 - 静岡県牧之原市勝俣にある神社。
- 秋葉神社 - 静岡県榛原郡吉田町住吉にある神社。
- 秋葉神社 - 静岡県島田市東町にある神社。津島神社、稲荷神社が併設する。
- 秋葉神社 - 静岡県藤枝市瀬戸新屋にある神社。
- 秋葉神社 - 静岡県静岡市清水区蒲原中にある神社。
- 新通秋葉神社 - 静岡県静岡市葵区新通1丁目にある神社。
- 秋葉神社 - 静岡県沼津市原にある神社。
- 秋葉神社 - 静岡県沼津市大塚にある神社。
- 秋葉神社 - 静岡県沼津市上香貫蔓陀ケ原にある神社。
- 秋葉神社 - 静岡県三島市加屋町にある神社。
- 秋葉神社 - 静岡県裾野市須山にある神社。
- 秋葉神社 - 静岡県御殿場市板妻にある神社。
- 二枚橋秋葉神社 - 静岡県御殿場市二枚橋にある神社。

#### 愛知県
- 秋葉神社 - 愛知県新城市字屋敷にある神社。
- 秋葉神社 - 愛知県豊橋市石巻萩平町城山にある神社。
- 秋葉神社 - 愛知県豊橋市東田町西脇にある神社。
- 秋葉神社 - 愛知県豊橋市東郷町にある神社。
- 秋葉神社 - 愛知県豊橋市船町にある神社。
- 秋葉神社 - 愛知県豊橋市駅前大通1丁目にある神社。
- 秋葉神社 - 愛知県豊橋市東脇1丁目にある神社。
- 秋葉社 - 愛知県豊橋市西幸町古並にある神社。御幸神社境内にある。
- 秋葉社 - 愛知県豊橋市中原町中ノ谷にある神社。
- 秋葉神社 - 愛知県田原市野田町小山にある神社。
- 秋葉神社（あきはじんじゃ) - 愛知県豊田市三軒町5丁目にある神社[11]。
- 秋葉神社（あきばじんじゃ) - 愛知県豊田市永覚新町3丁目にある神社。
- 飯野秋葉神社 - 愛知県豊田市藤岡飯野町坂口にある神社。
- 秋葉神社（あきばじんじゃ) - 愛知県豊田市吉原町兀山にある神社。
- 秋葉神社 - 愛知県豊田市竹町宮下にある神社。
- 秋葉神社（あきばじんじゃ) - 愛知県豊川市御油町豊沢引釣にある神社。
- 秋葉神社 - 愛知県豊川市上長山町下三手川にある神社。
- 秋葉神社 - 愛知県豊川市国府町岡本にある神社。
- 秋葉神社 - 愛知県蒲郡市三谷町六舗にある神社。
- 秋葉神社 - 愛知県蒲郡市五井町山田にある神社。
- 秋葉神社 - 愛知県蒲郡市西浦町南知柄にある神社。
- 秋葉神社 - 愛知県額田郡幸田町大字芦谷後シロにある神社。
- 秋葉神社 - 愛知県額田郡幸田町大字横落郷中にある神社。
- 秋葉神社（あきばじんじゃ) - 愛知県岡崎市康生町にある神社。
- 秋葉山 - 愛知県岡崎市明大寺町諸神にある神社。
- 秋葉神社 - 愛知県岡崎市六供町2丁目にある神社。
- 秋葉神社 - 愛知県岡崎市昭和町天神にある神社。天満宮。
- 秋葉神社 - 愛知県岡崎市桑谷町新座山にある神社。
- 秋葉神社 - 愛知県岡崎市夏山町にある神社。
- 秋葉神社 - 愛知県安城市東町獅子塚にある神社。
- 秋葉神社 - 愛知県安城市桜井町にある神社。
- 秋葉神社 - 愛知県安城市小川町岩根にある神社。
- 秋葉神社 - 愛知県安城市木戸町西屋敷にある神社。
- 秋葉神社 - 愛知県高浜市春日町2丁目にある神社。大山緑地内にある。
- 森前秋葉神社 - 愛知県高浜市春日町2丁目にある神社。こちらも大山緑地内にある。
- 秋葉社 - 愛知県高浜市芳川町2丁目にある神社。吉浜-神明社境内内にある。
- 秋葉神社 - 愛知県西尾市駒場町屋敷にある神社。
- 舘秋葉神社 - 愛知県豊明市栄町南舘にある神社。
- 秋葉神社（あきばじんじゃ) - 愛知県春日井市細野町にある神社。
- 秋葉神社（あきばじんじゃ) - 愛知県みよし市打越町向山にある神社。
- 秋葉神社（あきばじんじゃ) - 愛知県瀬戸市秋葉町にある神社。
- 秋葉神社（あきばじんじゃ) - 愛知県刈谷市銀座にある神社。
- 秋葉神社（あきばじんじゃ) - 愛知県刈谷市半城土町乙本郷にある神社。
- 秋葉神社（あきばじんじゃ) - 愛知県刈谷市一里山町北山本にある神社。
- 秋葉神社 - 愛知県刈谷市小垣江町上にある神社。
- 秋葉神社（あきばじんじゃ) - 愛知県小牧市大字本庄にある神社。
- 秋葉神社（あきばじんじゃ) - 愛知県小牧市小牧5丁目にある神社。小牧神明社に併設されている。
- 秋葉神社（あきばじんじゃ) - 愛知県名古屋市守山区下志段味にある神社。
- 秋葉神社（あきばじんじゃ) - 愛知県名古屋市名東区一社3丁目にある神社。
- 秋葉神社（あきばじんじゃ) - 愛知県名古屋市緑区有松にある神社[12]。「有松中町地蔵」とも言われる[12]。
- 秋葉神社（あきばじんじゃ) - 愛知県名古屋市緑区鳴海町上汐田にある神社[13]。
- 秋葉神社（あきばじんじゃ) - 愛知県名古屋市緑区境松1丁目にある神社[14]。
- 秋葉神社（あきばじんじゃ) - 愛知県名古屋市瑞穂区瑞穂通1丁目にある神社。
- 秋葉神社（あきばじんじゃ) - 愛知県名古屋市瑞穂区内浜町2丁目にある神社。
- 秋葉神社（あきばじんじゃ) - 愛知県名古屋市瑞穂区河岸町4丁目にある神社。
- 秋葉神社（あきばじんじゃ) - 愛知県名古屋市昭和区御器所2丁目にある神社。
- 秋葉神社（あきばじんじゃ) - 愛知県名古屋市西区則武新町1丁目にある神社。
- 秋葉神社（あきばじんじゃ) - 愛知県名古屋市西区枇杷島3丁目にある神社。
- 秋葉神社（あきばじんじゃ) - 愛知県名古屋市西区庄内通4丁目にある神社[15]。
- 秋葉神社（あきばじんじゃ) - 愛知県名古屋市西区山木2丁目にある神社[16]。
- 洲嵜秋葉神社（すざきあきばじんじゃ) - 愛知県名古屋市中区大須1丁目にある神社。
- 秋葉神社（あきばじんじゃ) - 愛知県名古屋市中区正木4丁目にある神社。
- 秋葉神社（あきばじんじゃ) - 愛知県名古屋市中村区名駅南2丁目にある神社。
- 秋葉神社（あきはじんじゃ) - 愛知県名古屋市中村区横井にある神社。
- 秋葉神社（あきばじんじゃ) - 愛知県名古屋市南区駈上1丁目にある神社。
- 秋葉神社（あきばじんじゃ) - 愛知県名古屋市南区呼続1丁目にある神社。
- 秋葉神社（あきばじんじゃ) - 愛知県名古屋市南区呼続2丁目にある神社。
- 秋葉神社（あきばじんじゃ) - 愛知県名古屋市南区呼続3丁目にある神社。
- 秋葉神社（あきばじんじゃ) - 愛知県名古屋市南区松城町1丁目にある神社。
- 秋葉神社（あきばじんじゃ) - 愛知県名古屋市南区松城町3丁目にある神社。
- 秋葉神社（あきばじんじゃ) - 愛知県名古屋市南区元桜田町2丁目にある神社。
- 秋葉神社（あきばじんじゃ) - 愛知県名古屋市南区笠寺町西之門にある神社。
- 秋葉神社（あきばじんじゃ) - 愛知県名古屋市南区笠寺町大門にある神社。
- 秋葉神社（あきばじんじゃ) - 愛知県名古屋市南区笠寺町天満にある神社[17]。七所神社境内にある。
- 秋葉神社（あきばじんじゃ) - 愛知県名古屋市南区粕畠町1丁目にある神社[18]。七所神社境内にある。
- 秋葉神社（あきばじんじゃ) - 愛知県名古屋市南区柵下町2丁目にある神社。
- 秋葉神社（あきばじんじゃ) - 愛知県名古屋市南区菊住1丁目にある神社。
- 秋葉神社（あきばじんじゃ) - 愛知県名古屋市南区松池町3丁目にある神社。
- 秋葉神社（あきばじんじゃ) - 愛知県名古屋市熱田区伝馬2丁目にある神社[19]。
- 秋葉神社（あきばじんじゃ) - 愛知県名古屋市熱田区大瀬子町にある神社。
- 秋葉神社（あきはじんじゃ) - 愛知県名古屋市熱田区木之免町にある神社。
- 秋葉神社（あきばじんじゃ) - 愛知県名古屋市中川区八田町にある神社。
- 秋葉神社（あきばじんじゃ) - 愛知県名古屋市中川区前田西町3丁目にある神社。
- 秋葉神社（あきばじんじゃ) - 愛知県名古屋市中川区八剱町4丁目にある神社。
- 秋葉神社（あきばじんじゃ) - 愛知県名古屋市中川区二女子町1丁目にある神社。
- 秋葉神社 - 愛知県名古屋市中川区野田2丁目にある神社。
- 秋葉神社（あきばじんじゃ) - 愛知県名古屋市港区秋葉にある神社。
- 秋葉神社（あきばじんじゃ) - 愛知県名古屋市港区小賀須3丁目にある神社。
- 畑中秋葉神社 - 愛知県名古屋市港区畑中1丁目にある神社。
- 秋葉神社 - 愛知県名古屋市港区正徳町2丁目にある神社。
- 秋葉神社（あきばじんじゃ) - 愛知県津島市橋詰町にある神社。
- 秋葉神社 - 愛知県津島市本町5丁目にある神社。
- 秋葉神社 - 愛知県津島市莪原町西屋敷にある神社。
- 秋葉神社 - 愛知県愛西市大井町浦田面にある神社。
- 秋葉神社（あきばじんじゃ) - 愛知県清須市春日落合にある神社。
- 秋葉神社（あきばじんじゃ) - 愛知県清須市桃栄3丁目にある神社。
- 秋葉神社（あきばじんじゃ) - 愛知県清須市清洲山神にある神社。
- 秋葉神社（あきばじんじゃ) - 愛知県清須市清洲にある神社。周辺に豊受神社、須佐之男神社がある。
- 秋葉神社（あきばじんじゃ) - 愛知県稲沢市一色下方町にある神社。
- 秋葉神社（あきばじんじゃ) - 愛知県稲沢市祖父江町祖父江八反畑にある神社。
- 秋葉神社（あきばじんじゃ) - 愛知県一宮市大宮4丁目にある神社。
- 秋葉神社（あきばじんじゃ) - 愛知県一宮市長島町4丁目にある神社。
- 秋葉神社（あきばじんじゃ) - 愛知県一宮市下沼町1丁目にある神社。
- 秋葉神社（あきばじんじゃ) - 愛知県一宮市一色町にある神社。
- 秋葉神社（あきばじんじゃ) - 愛知県一宮市開明北新田にある神社。
- 秋葉神社（あきばじんじゃ) - 愛知県一宮市中町1丁目にある神社。
- 秋葉神社（あきばじんじゃ) - 愛知県一宮市奥町向神田にある神社。
- 秋葉神社（あきばじんじゃ) - 愛知県一宮市小信中島柳枯草場にある神社。
- 秋葉神社（あきばじんじゃ) - 愛知県一宮市西五城下切にある神社。
- 秋葉神社（あきばじんじゃ) - 愛知県一宮市東五城南田尾にある神社。
- 秋葉神社（あきばじんじゃ) - 愛知県一宮市西五城起境にある神社。
- 秋葉神社（あきばじんじゃ) - 愛知県あま市西今宿郷内にある神社。
- 秋葉神社 - 愛知県海部郡蟹江町舟入３丁目にある神社。
- 秋葉社 - 愛知県東海市荒尾町西ノ木戸にある神社。
- 秋葉神社 - 愛知県知多市八幡種池にある神社。
- 西嶋屋敷秋葉社 - 愛知県知多市岡田西島にある神社。
- 中谷屋敷秋葉社 - 愛知県知多市岡田中谷54にある神社。
- 東島屋敷秋葉社 - 愛知県知多市岡田東島にある神社。
- 上嶋屋敷秋葉社 - 愛知県知多市岡田中谷38にある神社。
- 中寿屋敷秋葉社 - 愛知県知多市岡田落田にある神社。
- 秋葉神社 - 愛知県知多市日長山之腰にある神社。
- 秋葉神社 - 愛知県知多市日長播摩にある神社。
- 秋葉神社 - 愛知県知多市日長中森谷にある神社。
- 秋葉神社 - 愛知県知多市日長森下にある神社。
- 秋葉神社 - 愛知県知多郡阿久比町大字宮津宮上ノ山にある神社。
- 秋葉神社 - 愛知県知多郡武豊町字若宮にある神社。
- 秋葉神社 - 愛知県知多郡武豊町字小迎にある神社。
- 秋葉神社 - 愛知県知多郡武豊町字里中にある神社。
- 秋葉神社 - 愛知県知多郡武豊町大字東大高池田にある神社。
- 秋葉神社 - 愛知県知多郡武豊町大字冨貴新田にある神社。
- 秋葉神社 - 愛知県知多郡美浜町大字上野間高川にある神社。組合神社が併設する。
- 秋葉神社 - 愛知県知多郡南知多町大字内海上別所にある神社。
- 秋葉神社 - 愛知県知多郡南知多町内海東座頭畑にある神社。
- 秋葉神社 - 愛知県知多郡南知多町大字豊丘本郷にある神社。

※愛知県は最多分布地域である。

### 近畿地方

#### 三重県
- 下深谷秋葉神社 - 三重県桑名市大字下深谷部にある神社。
- 秋葉神社 - 三重県伊賀市にある神社。瘡山神社。
- 秋葉神社 - 三重県伊賀市市部にある神社。
- 秋葉神社 - 三重県多気郡明和町大字斎宮にある神社。宇田明神。
- 秋葉神社 - 三重県伊勢市通町にある神社。
- 秋葉神社 - 三重県北牟婁郡紀北町東長島にある神社。
- 秋葉神社 - 三重県尾鷲市賀田町にある神社。
- 秋葉神社 - 三重県南牟婁郡紀宝町浅里にある神社。
- 川瀬秋葉神社 - 三重県南牟婁郡御浜町大字川瀬にある神社。

#### 滋賀県
- 秋葉神社 - 滋賀県米原市天満にある神社。
- 秋葉神社 - 滋賀県米原市下丹生にある神社。
- 秋葉神社 - 滋賀県米原市米原にある神社。
- 秋葉神社 - 滋賀県彦根市中藪1丁目にある神社。
- 秋葉神社 - 滋賀県彦根市東沼波町にある神社。
- 秋葉神社 - 滋賀県犬上郡多賀町大字中川原にある神社。
- 秋葉神社 - 滋賀県甲賀市水口町水口にある神社。
- 秋葉神社 - 滋賀県甲賀市信楽町牧にある神社。
- 秋葉神社 - 滋賀県甲賀市信楽町神山にある神社。
- 秋葉神社 - 滋賀県大津市秋葉台にある神社。
- 秋葉神社 - 滋賀県高島市新旭町針江にある神社。
- 秋葉神社 - 滋賀県高島市今津町浜分にある神社。

#### 京都府
- 秋葉神社（あきばじんじゃ) - 京都府京都市北区上賀茂深泥池町[gm 2]（かつての京都府愛宕郡上賀茂村の東端。江戸時代における山城国愛宕郡上加茂村近傍）にある神社。祭神はすぐきの神でもある。
- 秋葉神社 - 京都府京都市北区大宮秋葉山にある神社。
- 愛宕秋葉神社 - 京都府京都市東山区妙法院前側町にある神社。
- 秋葉神社 - 京都府京丹後市丹後町間人にある神社。
- 秋葉神社 - 京都府京丹後市峰山町泉にある神社。
- 秋葉神社 - 京都府京丹後市峰山町新町にある神社。
- 秋葉神社 - 京都府宮津市字万年にある神社。
- 秋葉神社 - 京都府宮津市字小川にある神社。
- 秋葉神社 - 京都府舞鶴市字境谷にある神社。
- 秋葉神社 - 京都府舞鶴市字今田にある神社。
- 秋葉神社 - 京都府舞鶴市字朝来中にある神社。
- 秋葉神社 - 京都府福知山市字池部にある神社。
- 秋葉神社 - 京都府福知山市字樽水にある神社。
- 秋葉神社 - 京都府船井郡京丹波町須知にある神社。
- 秋葉神社 - 京都府船井郡京丹波町口八田にある神社。
- 秋葉神社 - 京都府南丹市園部町埴生にある神社。
- 秋葉神社 - 京都府亀岡市宮前町宮川岡山にある神社。
- 秋葉神社 - 京都府亀岡市下矢田町医王谷にある神社。

#### 大阪府
- 秋葉神社 - 大阪府和泉市仏並町にある神社。
- 秋葉・金比羅大神 - 大阪府大阪市西成区津守3丁目にある神社。

#### 兵庫県
- 秋葉神社 - 兵庫県豊岡市田結にある神社。
- 秋葉神社 - 兵庫県養父市八鹿町八鹿にある神社。
- 秋葉神社 - 兵庫県養父市大屋町明延にある神社。
- 秋葉神社 - 兵庫県丹波市青垣町稲土にある神社。
- 秋葉神社 - 兵庫県丹波市青垣町中佐治にある神社。
- 秋葉神社 - 兵庫県丹波市青垣町小倉にある神社。
- 秋葉神社 - 兵庫県宍粟市一宮町上岸田にある神社。
- 秋葉神社 - 兵庫県宍粟市一宮町安黒にある神社。
- 秋葉神社 - 兵庫県朝来市生野町奥銀谷にある神社。
- 秋葉神社 - 兵庫県神崎郡神河町上岩にある神社。
- 秋葉神社 - 兵庫県多可郡多可町中区岸上にある神社。
- 秋葉神社 - 兵庫県美方郡新温泉町千谷にある神社。
- 秋葉神社 - 兵庫県丹波篠山市二階町にある神社。
- 秋葉大権現 - 兵庫県丹波篠山市にある神社。
- 秋葉神社 - 兵庫県丹波篠山市波賀野新田にある神社。
- 秋葉神社 - 兵庫県神戸市北区大沢町にある神社。
- 秋葉神社 - 兵庫県神戸市西区櫨谷町寺谷にある神社。
- 秋葉神社 - 兵庫県神戸市西区櫨谷町福谷にある神社。
- 秋葉神社 - 兵庫県洲本市炬口2丁目にある神社。
- 秋葉神社 - 兵庫県南あわじ市中条徳原にある神社。
- 秋葉神社 - 兵庫県南あわじ市福良乙にある神社。

#### 奈良県
- 秋葉社 - 奈良県奈良市高畑町にある神社。
- 秋葉神社 - 奈良県生駒郡斑鳩町大字幸前にある神社。
- 秋葉神社 - 奈良県桜井市大字初瀬にある神社。
- 秋葉神社 - 奈良県宇陀市室生田口元角川にある神社。
- 秋葉神社 - 奈良県橿原市慈明寺町にある神社。
- 秋葉神社 - 奈良県吉野郡十津川村大字神下にある神社。

#### 和歌山県
- 秋葉神社 - 和歌山県和歌山市にある神社。
- 秋葉神社大権現 - 和歌山県紀の川市粉河にある神社。
- 秋葉大権現堂 - 和歌山県和歌山市和歌浦東1丁目にある神社。
- 秋葉山神社 - 和歌山県紀の川市中鞆渕にある神社。
- 秋葉神社 - 和歌山県伊都郡かつらぎ町大字花園梁瀬にある神社。金比羅神社が併設する。
- 秋葉神社 - 和歌山県海南市下津町小原にある神社。
- 秋葉神社 - 和歌山県日高郡印南町大字樮川にある神社。
- 秋葉神社 - 和歌山県日高郡みなべ町気佐藤にある神社。
- 秋葉神社 - 和歌山県田辺市芳養町にある神社。
- 広軍秋葉神社 - 和歌山県田辺市中三栖にある神社。
- 秋葉大権現 - 和歌山県西牟婁郡すさみ町周参見にある神社。
- 秋葉神社 - 和歌山県西牟婁郡すさみ町佐本中にある神社。
- 秋葉神社 - 和歌山県西牟婁郡すさみ町小河内にある神社。
- 秋葉山 - 和歌山県新宮市熊野川町日足にある神社。
- 秋葉神社 - 和歌山県新宮市熊野川町九重にある神社。

### 中国・四国地方

#### 鳥取県
- 秋葉大権現 - 鳥取県岩美郡岩美町大字浦富にある神社。
- 秋葉神社 - 鳥取県鳥取市南安長3丁目にある神社。
- 秋葉神社 - 鳥取県鳥取市湖山町南1丁目にある神社。
- 秋葉大権現 - 鳥取県鳥取市吉岡温泉町にある神社。
- 秋葉大権現 - 鳥取県倉吉市八屋にある神社。
- 秋葉神社 - 鳥取県倉吉市瀬崎町にある神社。
- 秋葉大権現 - 鳥取県倉吉市小鴨にある神社。

#### 島根県
- 秋葉神社 - 島根県安来市大塚町にある神社。
- 薦澤秋葉神社 - 島根県雲南市大東町薦澤にある神社。
- 秋葉権現 - 島根県出雲市坂浦町にある神社。
- 秋葉山大権現 - 島根県出雲市小境町にある神社。
- 稲岡秋葉神社 - 島根県出雲市稲岡町にある神社。
- 秋葉神社 - 島根県出雲市大社町杵築東富屋町にある神社。
- 大津秋葉神社 - 島根県出雲市大津町にある神社。
- 秋葉神社 - 島根県出雲市稗原町にある神社。
- 秋葉神社 - 島根県出雲市野尻町にある神社。
- 向名秋葉神社 - 島根県出雲市乙立町にある神社。
- 秋葉神社 - 島根県鹿足郡吉賀町有飯にある神社。

#### 岡山県
- 秋葉神社 - 岡山県新見市大佐永富にある神社。
- 秋葉神社 - 岡山県総社市井尻野にある神社。一ノ鳥居、ニノ鳥居がある。
- 秋葉神社 - 岡山県岡山市北区足守にある神社。
- 秋葉神社 - 岡山県岡山市南区川張にある神社。

#### 広島県
- 秋葉神社 - 広島県福山市本郷町にある神社。
- 秋葉・四所神社 - 広島県福山市新市町にある神社。
- 秋葉神社 - 広島県庄原市東城町川西にある神社。
- 福王寺秋葉社 - 広島県広島市安佐北区可部町にある神社。
- 秋葉山神社 - 広島県大竹市大竹町大竹にある神社。

#### 山口県
- 秋葉社 - 山口県岩国市美和町渋前にある神社。
- 秋葉神社 - 山口県柳井市柳井にある神社。
- 秋葉大権現 - 山口県周南市大字大河内にある神社。
- 秋葉神社 - 山口県山口市徳地柚木にある神社。
- 秋葉神社 - 山口県山口市宮野下にある神社。
- 秋葉神社 - 山口県山口市前町にある神社。
- 秋葉様 - 山口県山口市朝田勝井にある神社。
- 秋葉大権現 - 山口県山口市小郡下郷にある神社。
- 秋葉神社 - 山口県山口市嘉川赤坂にある神社。
- 秋葉社 - 山口県山口市鋳銭司にある神社。
- 秋葉権現社 - 山口県山口市秋穂東にある神社。
- 秋葉社 - 山口県下関市大字吉田地方にある神社。

#### 徳島県
- 秋葉神社 - 徳島県徳島市丈六町丈領にある、丈六寺の境内社。
- 秋葉神社 - 徳島県美馬市大字脇町にある神社。

#### 香川県
- 秋葉神社 - 香川県高松市上之町1丁目にある神社。
- 秋葉神社 - 香川県小豆郡土庄町甲にある神社。

#### 愛媛県
- 明神秋葉神社 - 愛媛県上浮穴郡久万高原町東明神にある神社。
- 秋葉三尺坊大権現秋葉社 - 愛媛県大洲市田処にある神社。

#### 高知県
- 秋葉神社（あきばじんじゃ) - 高知県吾川郡仁淀川町にある神社。
- 秋葉神社 - 高知県香美市香北町岩改にある神社。
- 秋葉神社 - 高知県香美市土佐山田町西本町4丁目にある神社。
- 秋葉神社 - 高知県香南市野市町西佐古にある神社。
- 秋葉神社 - 高知県香美市香北町岩改にある神社。
- 秋葉神社 - 高知県高知市菜園場町にある神社。
- 秋葉神社 - 高知県高知市上町4丁目にある神社。
- 秋葉神社 - 高知県高知市上町5丁目にある神社。
- 秋葉神社 - 高知県高知市曙町2丁目にある神社。
- 秋葉神社 - 高知県高岡郡越知町越知丙にある神社。
- 秋葉神社 - 高知県四万十市下田にある神社。

### 九州・沖縄地方

#### 福岡県
- 徳力秋葉神社 - 福岡県北九州市小倉南区徳力5丁目にある神社。
- 秋葉神社 - 福岡県直方市大字上頓野にある神社。
- 秋葉神社 - 福岡県田川郡赤村大字赤にある神社。
- 秋葉神社 - 福岡県古賀市筵内にある神社。
- 秋葉宮 - 福岡県福岡市博多区吉塚1丁目にある神社。
- 秋葉社 - 福岡県福岡市中央区天神1丁目にある神社。
- 秋葉神社 - 福岡県福岡市中央区鳥飼3丁目にある神社。
- 秋葉神社 - 福岡県太宰府市にある神社。
- 秋葉大神 - 福岡県小郡市光行にある神社。
- 秋葉神社 - 福岡県久留米市櫛原町にある神社。
- 秋葉神社 - 福岡県久留米市田主丸町恵利にある神社。
- 秋葉神社 - 福岡県久留米市田主丸町菅原にある神社。
- 秋葉神社 - 福岡県久留米市京町にある神社。
- 秋葉神社 - 福岡県久留米市山本町豊田にある神社。
- 秋葉神社 - 福岡県久留米市草野町吉木にある神社。
- 秋葉神社 - 福岡県筑後市大字一条にある神社。
- 秋葉神社 - 福岡県筑後市大字羽犬塚にある神社。

#### 佐賀県
- 秋葉神社 - 佐賀県鳥栖市秋葉町1丁目にある神社。

#### 長崎県
- 秋葉神社 - 長崎県大村市池田2丁目にある神社。
- 秋葉大権現 - 長崎県長崎市蚊焼町にある神社。

#### 熊本県
- 橘秋葉神社 - 熊本県上益城郡山都町橘にある神社。
- 秋葉神社 - 熊本県水俣市にある神社。
- 秋葉神社 - 熊本県天草市牛深町にある神社。

#### 大分県
- 秋葉神社 - 大分県佐伯市大字護江の彦三柱神社境内にある神社。
- 秋葉神社 - 大分県別府市秋葉町にある神社。
- 秋葉神社 - 大分県日田市小迫町にある神社。愛宕神社。
- 秋葉神社 - 大分県国東市安岐町馬場にある神社。

#### 宮崎県
- 秋葉神社 - 宮崎県西臼杵郡五ヶ瀬町大字鞍岡にある神社。
- 秋葉神社 - 宮崎県東諸県郡国富町大字向高にある神社。
- 秋葉神社 - 宮崎県小林市細野にある神社。
- 秋葉神社 - 宮崎県宮崎市大字熊野にある神社。
- 秋葉神社 - 宮崎県宮崎市大字鏡洲にある神社。
- 秋葉神社 - 宮崎県都城市平江町にある神社。

#### 鹿児島県
- 秋葉神社 - 鹿児島県伊佐市大口小木原にある神社。
- 秋葉神社 - 鹿児島県伊佐市大口原田にある神社。
- 秋葉神社 - 鹿児島県伊佐市大口里にある神社。
- 秋葉神社 - 鹿児島県薩摩川内市祁答院町黒木にある神社。
- 秋葉神社 - 鹿児島県薩摩川内市百次町にある神社。
- 秋葉神社 - 鹿児島県姶良市下名にある神社。
- 秋葉神社 - 鹿児島県いちき串木野市八房にある神社。
- 秋葉神社 - 鹿児島県鹿児島市上本町にある神社。
- 秋葉神社 - 鹿児島県鹿児島市西田1丁目にある神社。
- 秋葉神社 - 鹿児島県鹿屋市向江町にある神社。
- 秋葉神社 - 鹿児島県指宿市十町にある神社。
- 秋葉神社 - 鹿児島県指宿市湯の浜4丁目にある神社。

#### 沖縄県
- 秋葉神社（あきばじんじゃ) [20] - 北大東島内（沖縄県島尻郡北大東村南44）にある神社[20]。1983年（昭和58年）創建[20]。[gm 3]
- 秋葉神社-南大東島内（沖縄県島尻郡南大東村旧東）にある神社。確認し得る最も南にある秋葉神社[4]。[gm 4][21][22]

## 秋葉神社に関する言葉
秋葉山から火事（あきばさんからかじ）は、人を戒める立場の者が自分の戒めた過ちを犯してしまうこと。防火の神である秋葉山から火事を出す意。「秋葉様の火事」ともいう。